# Georg Umbenhauer
Georg Ubenhauer (Norimberga, 20 settembre 1912 – Norimberga, 12 luglio 1970) è stato un ciclista su strada e pistard tedesco, vinse l'edizione del 1939 del Deutschland Tour, l'unica corsa sulla distanza di 20 tappe nell'arco di tre settimane.
Nel 1936 divenne campione nazionale nella prova in linea mentre nel 1940 fu secondo, in pista, nella prova del mezzofondo.
Con la nazionale tedesca prese parte a due edizioni del Tour de France e ad altrettante dei Campionati del mondo di ciclismo su strada.

## Palmarès
- 1934 (Phänomen, una vittoria)

Frankfurt am Main
- 1935 (Phänomen, due vittorie)

Saarland Rundfahrt
- 1936 (Diamant, due vittorie)

Campionati tedeschi, Prova in linea
Rund um Chemnitz - Großer Sachsenpreis
- 1938 (Phänomen, due vittorie)

Rund um die Hainleite
1ª tappa Giro di Germania (Berlino > Zittau)
- 1939 (Phänomen, due vittorie)

5ª tappa Giro di Germania (Reichenbach > Chemnitz)
Classifica generale Giro di Germania

## Piazzamenti

### Grandi Giri
- Tour de France

1932: 56º
1935: ritirato (alla 16ª tappa)

### Competizioni mondiali
- Campionati del mondo

Berna 1936 - In linea: 9º
Valkenburg aan de Geul 1938 - In linea: ritirato